# Péfka (ort i Grekland, Mellersta Makedonien)
Péfka är en ort i Grekland.   Den ligger i prefekturen Nomós Thessaloníkis och regionen Mellersta Makedonien, i den norra delen av landet, 300 km norr om huvudstaden Aten. Péfka ligger 250 meter över havet och antalet invånare är 2 288.
Terrängen runt Péfka är huvudsakligen kuperad, men västerut är den platt. Terrängen runt Péfka sluttar västerut. Runt Péfka är det ganska tätbefolkat, med 104 invånare per kvadratkilometer. Närmaste större samhälle är Thessaloníki, 5,5 km väster om Péfka. == Kommentarer ==
1. ↑  Framräknat ur variansen i alla höjduppgifter (DEM 3") från Viewfinder Panoramas, inom 10 km radie.[2] Mer om algoritmen finns här: Användare:Lsjbot/Algoritmer.